# Quadricalcarifera pryeri
Quadricalcarifera pryeri är en fjärilsart som beskrevs av John Henry Leech 1889. Quadricalcarifera pryeri ingår i släktet Quadricalcarifera och familjen tandspinnare. Inga underarter finns listade.